# 哀愁のマンデイ
哀愁のマンデイ（あいしゅうのマンデイ、I Don't Like Mondays）はアイルランド出身のロックバンド、ブームタウン・ラッツの楽曲である。

## 概説
1979年にバンドにとって2曲目の全英ナンバーワンヒットとなった。この楽曲の原題の意は『月曜日は嫌い』であり、1979年1月29日月曜日にアメリカで発生した16歳の少女による銃乱射事件がモチーフとなっている。犯行後に「どうしてこのような事件を起こしたのか？」と訊かれた少女が「I don't like Mondays」と答えた事にちなむ。歌詞の内容もこの事件に着想して書かれたものである。

## 曲概要
「哀愁のマンデイ」 ("I Don't Like Mondays") は、1979年7月にイギリスの全英シングルチャートで4週に渡ってNo.1を獲得した楽曲である。作詞作曲はボーカルのボブ・ゲルドフ、演奏はブームタウン・ラッツ。このバンドの2曲目のNo.1シングルである。
ゲルドフは、カリフォルニア州サンディエゴで起きた16歳の少女ブレンダ・アン・スペンサーによるライフル銃乱射事件を伝えるテレックスニュースを読んでこの曲を書いた。スペンサーが自宅から道路を挟んだ向かいにある「グローバー・クリーブランド小学校」の校庭で遊ぶ子供たちを狙って発砲を繰り返し、大人2名が死亡、子供8名と1名の警官が負傷した事件である。スペンサーは自分の犯行に対してまったく悔悟の念を示さず、何故そのようなことをしたのか問われて、「月曜日は嫌いなの。盛り上げるつもりだった (I don't like Mondays. This livens up the day)」 と答えた。この曲は事件後1か月も経たないうちにサンディエゴのフォックス・シアターで初演奏されることとなる。
イギリスでは大ヒットしたものの、アメリカのラジオ局に対するゲルドフの敵対的な態度もあってか、Billboard Hot 100 では73位にとどまった。1980年代には、アメリカの、ロックをアルバムごと流すタイプのラジオ局で、この曲が月曜朝の定番曲となる。もっとも、サンディエゴのラジオ局では、事件にまつわる地元感情に配慮して何年もの間、流されることはなかった。1979年7月、この曲はイギリスのシングルチャートでNo.1を獲得する。その後、2001年にトーリ・エイモスがアルバム『ストレンジ・リトル・ガールズ』(Strange Little Girls) で、また、2006年にはG4がアルバム『Act Three』でこの曲をカバーしている。
1995年、ライブ・エイド10周年を迎える直前のロンドン、ウェンブリー・スタジアムでのコンサートでボン・ジョヴィが、ステージに現れたゲルドフとともにこの曲を演奏している（ライブ・エイドではゲルドフ自身もこの曲を演奏したが、ブームタウン・ラッツとしてのステージはこれがほぼ最後となる）。この時の録音はボン・ジョヴィのライブアルバム『ワン・ワイルド・ナイト』(One Wild Night Live 1985-2001)、およびアルバム『ジーズ・デイズ』のボーナスCD 2 (Special Edition 2 CD Set) に収められている。ゲルドフは、2005年7月2日にロンドンで行われたLive 8 (ライブ・エイト) コンサートのホスト役を務めたが、この時、自身でこの曲の即興バージョンを演奏している。
ドラマ『ザ・ホワイトハウス』シーズン4の第2話「アメリカの挑戦 (後編)」("20 Hours in America, Part II") では、大学での爆破事件の惨状を映したシーンでこの曲が使用されている（トーリ・エイモスのカバー・バージョン）。また、第1話「アメリカの挑戦 (前編)」("20 Hours in America, Part I") において、この曲が生まれるもとになった事件について語られている。
また、ドラマ『Dr.HOUSE』のシーズン3のエピソード「人生に幸あれ」("Half-Wit")では、主演のヒュー・ローリーと、ジストニアの症状があり、音楽の特異な才能を持つサヴァン症候群患者役のデイヴ・マシューズ (Dave Matthews) とで、この曲のイントロをピアノで演奏している。

## その他
デンマークのフットボールチーム、FCコペンハーゲンの応援歌は、この曲の替え歌である。